# Мелкенех Азізе
Мелкенех Азізе (англ. Melkeneh Azize, нар. 1 січня 2005) — ефіопський легкоатлет, який спеціалізується в бігу на середні дистанції.

## Спортивні досягнення
Чемпіон світу серед юніорів у бігу на 3000 метрів (2022).
Бронзовий призер чемпіонату світу серед юніорів у бігу на 1500 метрів (2021).